# Palais Royal – Musée du Louvre (stanice metra v Paříži)

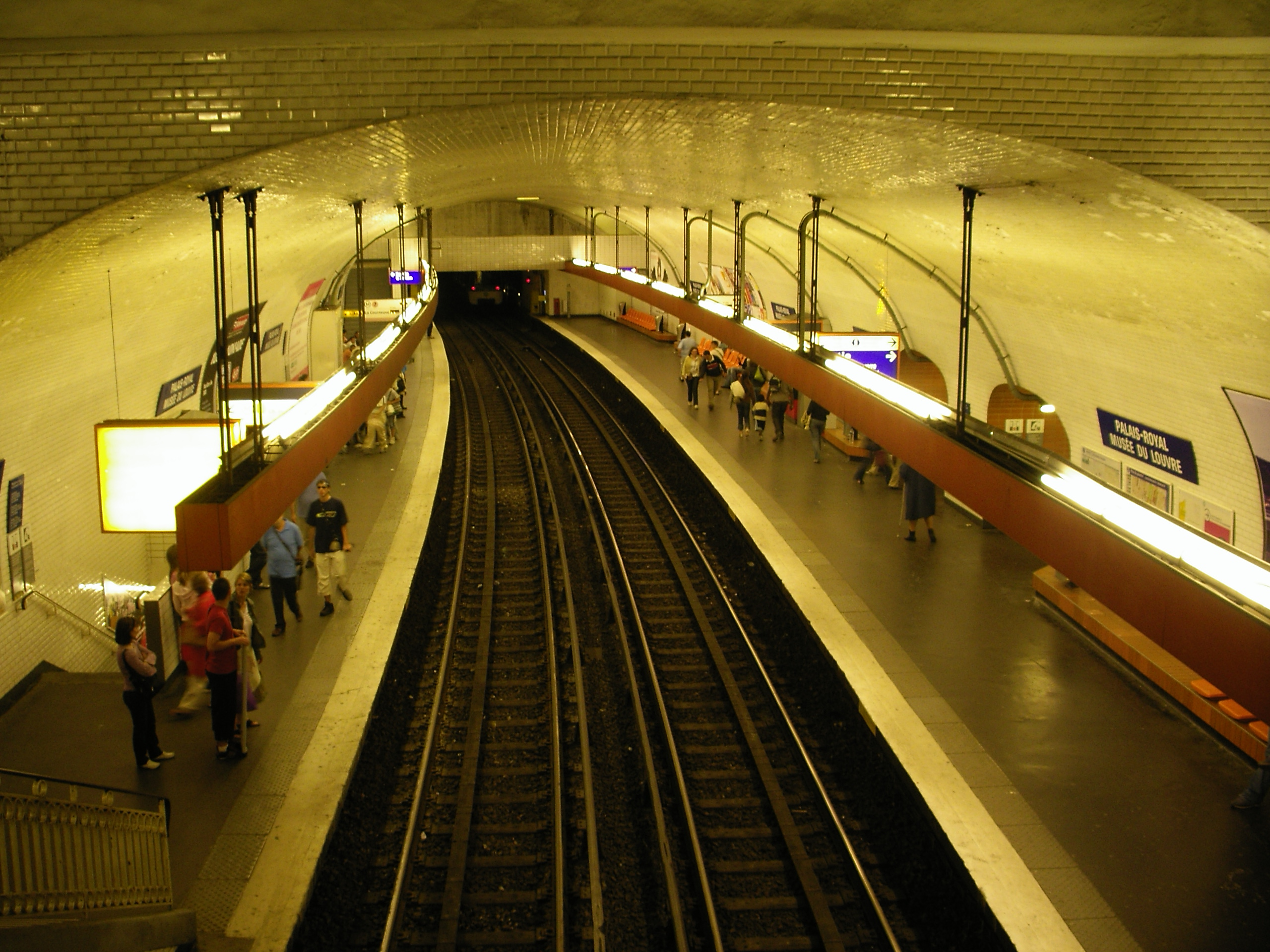
Nástupiště linky 7

Palais Royal – Musée du Louvre je přestupní stanice pařížského metra mezi linkami 1 a 7 v 1. obvodu v Paříži. Nachází se mezi palácem Louvre a Královským palácem (Palais Royal).

## Historie
Stanice byla otevřena 19. července 1900 jako součást vůbec prvního úseku linky metra v Paříži.
1. července 1916 sem byla dovedena linka 7 od stanice Opéra a následujících 10 let zde končila, než byla v roce 1926 prodloužena dále do stanice Pont Marie.
Během renovace Louvru v roce 1989 byla nástupiště linky 1 propojena s podzemním nákupním centrem Carrousel du Louvre, kudy je přístup k podzemní vstupní hale muzea Louvre.
V rámci modernizace a přechodu na automatizovaný provoz na lince 1 byla nástupiště na stanici upravena během víkendu 7. a 8. února 2009.

## Výzdoba stanice
V roce 1997 při oslavách třiceti let spolupráce mezi společnostmi metra v Mexico City a Paříži proběhla vzájemná výměna uměleckých artefaktů. Tato stanice byla vyzdobena freskou La pensée et l'âme huicholes (Mysl a duše Huicholů) tvořenou dvěma milióny korálků o průměru 2 mm. Mexico City naopak obdrželo 14. listopadu 1998 jeden z původních secesních vchodů, který byl umístěn na stanici metra Bellas Artes.
V říjnu 2000 ke 100. výročí pařížského metra získala stanice Palais Royal – Musée du Louvre nový vzhled vchodu nacházejícího se na náměstí Place Colette. Vstup, jehož autorem je umělec Jean-Michel Othoniel, se nazývá Kiosque des Noctambules (Stánek náměsíčníků) a je tvořen dvěma kopulemi (z nichž jedna představuje den a druhá noc) vyrobenými z barevných skleněných koulí, které jsou navlečené na hliníkové konstrukce.

## Název
Stanice dříve nesla jméno Palais Royal podle sousedící stavby. V roce 1989 byla přejmenována na současný název Palais Royal – Musée du Louvre, neboť návštěvníci se tudy dostanou až do muzea.

## Vstupy
Stanice má několik vchodů:
- Musée du Louvre
- Place du Palais Royal
- Rue de Rivoli
- Rue de Valois
- Place Colette

## Zajímavosti v okolí
- Musée du Louvre
- Palais Royal
- Comédie-Française